# 陈江华 (材料学家)
陈江华（1962年9月—），湖南大学材料科学与工程学院教授，主要从事电镜原子成像等方面的研究工作。担任亚太材料科学院院士、中国材料研究学会常务理事，入选中华人民共和国教育部2007年度"长江学者"特聘教授。